# La Chaire-à-Calvin
Der Abri La Chaire-à-Calvin (dt. „Calvins Stuhl“ – auch „La Rochandry“ genannt), liegt westlich von Mouthiers-sur-Boëme, im Tal des Gersac, etwa 20 Kilometer südlich von Angoulême im Département Charente in Frankreich. Der Abri wurde 1986 als Monument historique eingestuft.
Der Abri wurde ab 1924 von Pierre David untersucht, der 1927 an der Wand der Halbhöhle einen etwa 17.000 Jahre alter Fries aus dem Magdalenien entdeckte. Es finden sich Reste von Pferden, Rentieren, Wildrindern und Saigaantilopen. Ein tiefes Cryosol (Permafrost), das die Ablagerung markiert, steht im Zusammenhang mit jüngsten Heinrich-Ereignis H1 zwischen 15.100 und 13.400 v. Chr.
Die Skulpturen umfassen einen Wisent ohne Kopf, ein trächtiges Pferd und eine Paarungsszene von Pferden. Spuren von orangeroter Farbe wurden entdeckt. Die Funde umfassen Knochennadeln, konische und quadratische Speerspitzen, eine Muschelkette und einige Perlen. 
Der Reformator Johannes Calvin soll auf einer Felsenplattform in der Nähe gepredigt haben, als er etwa ein Jahr in Angoulême lebte.
In der Nähe liegt der Abri Les Vachons.